# Abbaye Notre-Dame de la Blanche
Ne doit pas être confondu avec Abbaye Saint-Philibert de Noirmoutier ou Abbaye Blanche.
L’abbaye Notre-Dame de la Blanche (ou abbaye de l'Isle-Dieu, anciennement nommée abbaye de l'Île-du-Pilier) est une ancienne abbaye cistercienne, fondée au XIIe siècle par les moines de l'abbaye de Buzay, et qui était située sur le territoire de la commune de Noirmoutier-en-l'Île, sur l'île de Noirmoutier.

## Histoire

### Fondation
L'île de Noirmoutier connaît une présence monastique depuis le VIIe siècle, avec l'arrivée des bénédictins et la fondation de l'abbaye Saint-Philibert de Noirmoutier. Au XIIe siècle, lors du renouveau monastique qui accompagne la création de l'ordre cistercien, un autre monastère est fondé à proximité de Noirmoutier par ce dernier ordre : il s'agit de cisterciens de l'abbaye de Buzay, qui fondent un ermitage sur l'île du Pilier. L'isolement total et l'exiguïté de cette île conviennent à leur désir de radicalité. Mais il apparaît au bout de trente-trois ans que ce lieu est trop exigeant, et les moines choisissent en 1205 de se rapatrier sur l'île de Noirmoutier, plus grande et plus accueillante, grâce à un don du seigneur Pierre V de La Garnache.
L'île compte dès lors deux abbayes, la « Noire » (bénédictins de Saint Philibert, située au centre de l'île) et la « Blanche » (cisterciens, située au nord), ces deux couleurs faisant allusion à celles des coules monastiques. Toutefois, l'abbaye cistercienne est la plus active : en effet, les moines bénédictins avaient dû fuir les Vikings tout au long du IXe siècle et n'étaient revenus au XIe que pour fonder un petit prieuré dépendant de l'abbaye Saint-Philibert de Tournus.

### Moyen Âge
Contrairement à la majorité des abbayes situées dans les terres, à l'intérieur desquelles les moines vivent de l'agriculture, la seule ressource abondamment disponible et compatible avec une vie monastique est le sel. Les moines mettent en eau de nombreux marais salants et en reçoivent d'autres, à Noirmoutier et dans l'île de Bouin : au Moyen Âge, ils possèdent 3 800 œillets.
La situation relativement isolée de l'abbaye sur l'île la met à l'abri des destructions de la guerre de Cent Ans.

### La commende
Comme l'immense majorité des abbayes de l'époque, celle de la Blanche tombe en commende au XVIe siècle, à la faveur du concordat de Bologne qui permet au roi de France de nommer parmi des nobles les abbés commendataires des abbayes, qui ne relèvent plus du domaine religieux mais se contentent de percevoir les revenus du monastère. L'abbaye passe ainsi aux mains des Rohan, des Gondi et des La Trémoille. Pour tenter de lutter contre ces excès et revenir à une vie monastique plus stricte et plus dépouillée, la réforme trappiste est introduite en 1611 à la Blanche.

### La Révolution
À la Révolution, l'abbaye est fermée et vendue comme bien national : elle est achetée par M. Jacobsen, fermier général, et par M. Hocquart, parlementaire de Paris. Jean-Corneille Jacobsen, ayant inspecté les lieux, veille à la sauvegarde de la bibliothèque. L'abbaye reste dans la famille Jacobsen jusqu'en 1869, servant notamment d'hôpital militaire durant la guerre de Vendée et de manufacture de soude au début du XIXe siècle.
Elle est ensuite achetée par la famille Jeanneau, qui est toujours propriétaire des lieux. L'abbaye est un domaine privé, elle ne se visite pas.

## L'abbaye
Les bâtiments de l'abbaye bénéficient de deux inscriptions au titre des monuments historiques, en 1926 et 1996.